# Nigerijská naira
Naira je zákonným platidlem africké Nigérie. Její ISO 4217 kód je NGN.

## Historie měn na nigerijském území
- V koloniálním období bylo území dnešní Nigérie součástí Britské západní Afriky a používal se zde britský monetární systém 1 britská libra = 20 šilinků = 240 pencí. V roce 1907 byla zavedena západoafrická libra, která měla paritní hodnotu k britské libře a byla na ni pevně navázána.
- V roce 1958 byla ustanovena Nigerijská centrální banka, v praxi však začala fungovat až 1. července 1959. Zároveň vznikla místní nigerijská libra, která už nebyla součástí západoafrické libry, přesto byla stále pevně navázána na britskou libru v poměru 1:1. Mezi roky 1967 a 1970 existoval na jihovýchodě země separatistický stát Biafra, který používal vlastní biafrickou libru.
- Naira se do oběhu dostala 1. ledna 1973, kdy nahradila nigerijskou libru v poměru '1 libra = 2 nairy. Zároveň proběhla decimalizace měny tím, že dílčí jednotkou nairy se stal „kobo“, který měl hodnotu jedné setiny nairy.

Existuje politický a ekonomický zájem zavést ve státech Hospodářského společenství západoafrických států společnou měnu eco. 

## Mince a bankovky
Současné mince v oběhu mají hodnoty 50 kobo a 1 a 2 naira.

Bankovky nairy mají hodnoty 5, 10, 20, 50, 100, 200, 500, 1000 naira.